# Kepler-90
Kepler-90 (також KIC 11442793, KOI-351, 2MASS J18574403+4918185) — це зоря-жовтий карлик у сузір'ї Дракона. Знаходиться на відстані 780 ± 100 парсек (2,54 ± 0,33 тис. світлових років) від Сонця. Є центром планетної системи, яка має 8 відомих на сьогодні планет та станом на 2022 рік є найбільшою планетною системою за кількістю відомих планет (окрім Сонячної системи).

## Назва
У каталозі пошуку орбітального телескопа «Кеплер» зоря отримала ідентифікатор KIC 11442793 (KIC — від англ. Kepler Input Catalog), а коли за допомогою транзитного методу в зоряній системі було виявлено перші ознаки присутності планет, що обертаються навколо зірки, зоряна система отримала ідентифікатор KOI-351 (KOI — від англ. Kepler objects of interest).
Надалі, коли існування планет в системі було повністю підтверджено, вона виявилася за підрахунком 90-ю екзопланетною системою, відкритою в ході обробки результатів спостереження телескопа «Кеплер», тому її найбільш загальновживаною назвою є Kepler-90. Також, в Каталозі 2MASS зірка отримала ідентифікатор J18574403+4918185.
Як вже усім відомо, транзитний метод, на основі якого виконувався пошук екзопланет телескопом «Кеплер», полягав в дослідженні видимих коливань яскравості зорі, що виникають під час проходження екзопланети поміж нею та спостерігачем, у нашому випадку — між диском зорі та телескопом «Кеплер». Доповнення b, c, d, e, f, g, h та i до власної назви зірки Kepler-90 були присвоєні знайденим планетам у порядку їх відкриття.

## Характеристики
Kepler-90 — це жовтий карлик спектрального класу G0V. За масою і радіусом зоря приблизно в 1,2 раза більша за Сонце. Температура на її поверхні складає 6080 K, а орієнтовний вік — близько 2 млрд років (для порівняння вік Сонця складає близько — 4,6 млрд років, а поверхнева температура Сонця становить близько 6000 К).
Видима зоряна величина зорі Kepler-90 складає mg = 14,14m (у смузі g, λ = 520 нм), тобто вона занадто тьмяна, щоб її можливо було побачити із Землі неозброєним оком. Абсолютна зоряна величина, яка відповідає цій видимій зоряній величині і відстані до зірки, дорівнює Mg = 4,54 ± 0,30m. Таким чином, світність Kepler-90 — на декілька десятків відсотків більша за світність Сонця.

## Планетна система Kepler-90
Планетна система Kepler-90 відрізняється від Сонячної системи, в якій кам'яні планети розташовуються ближче до материнської зорі і далі від газових гігантів. У системі Kepler-90 шість внутрішніх планет системи — це суперземлі або мінінептуни, а дві зовнішні планети — газові гіганти. Найвіддаленіша відома планета системи Kepler-90 обертається навколо своєї зорі приблизно на такій же відстані, на якій перебуває Земля від Сонця, тобто в межах однієї астрономічної одиниці від зорі.
Вісім відомих на цей час планет Kepler-90 мають періоди, які за цілочисельним відношенням близькі до періодів інших планет, тобто вони дуже близькі до орбітального резонансу.
Показовим також є і той факт, що ще в липні 2016 року, тобто за півтора року до застосування НАСА та Google штучного інтелекту за так званим машинним навчанням для пошуку восьмої планети в системі зірки Kepler-90 (KOI-351, KIC 11442793), про її існування повідомив старший науковий співробітник одного з Науково-дослідних центрів Збройних сил України Олександр Кобзар, який не тільки взяв активну участь у відкритті сьомої екзопланети цієї зоряної системи, а й впевнено передбачив існування восьмої, на той час, ще не відкритої екзопланети Kepler-90i в системі цієї далекої зорі.

За результатами наукового пошуку, дослідник зазначив: 
|  | Орбіти семи планет системи зірки KOI-351 є еліптичними з відповідними індивідуальними ексцентриситетами, хоча для загальної динамічної стійкості системи потрібно, щоб ексцентриситети орбіт планет не перевищували значення 0,1 (тобто орбіти повинні бути близькі до кругових). Динамічних взаємодій між планетами системи зірки KOI-351 може бути набагато більше, аніж відомо на сьогодні, тобто можливість відкриття 8, 9 та n-ї планети цієї зоряної системи, але більш за всього, поза так званою "населеною зоною", є цілком ймовірним… |

Результати дослідження українського науковця стосовно ще невідомої на той час восьмої планети в системі зорі Kepler-90 (KOI-351, KIC 11442793) були опубліковані у фаховому науковому виданні «Вісник Астрономічної школи», 2016, том 12, № 1 (м. Київ) та є загальнодоступними для широкого кола читачів.